# Katharina Cibbini-Koželuch
Catherina Maria Leopoldina Cibbini-Koželuh (Katharina Koželuh) (Vienne, 20 février 1785 – Zákupy, 12 août 1858) est une pianiste et compositrice autrichienne originaire de Bohème. 

## Biographie
Katharina Koželuh naît à Vienne, la fille aînée de l'éminent pianiste et éditeur de musique, Leopold Kozeluch et de Marie Allmayer von Allstern. Elle étudie la musique avec son père et aussi avec Muzio Clementi. Elle se produit pour la première fois en 1805 et fait partie du cercle d'intimes autour de Beethoven.
Elle épouse Anton Cibbini et devient dame d'honneur de l'impératrice d'Autriche Caroline-Auguste de Bavière. Cibbini-Kozeluch meurt à Zákupy, près de Česká Lípa, au nord de Prague,

## Œuvres (sélection)
- Introduction et variations brillantes pour le piano-forte, op. 2 (Vienne, éd. Diabelli)
- Divertissements brillants, op. 3
- Introduction et Variations en mi-bémol majeur, op. 5 (Vienne, Haslinger)
- Six valses pour piano-forte, op. 6 (Vienne, Haslinger ; rééd. Certosa Verlag)
- Introduction et Polonaise, op. 8 (Vienne, Mechetti ; rééd. Certosa Verlag)
- La ribembranza, op. 10
- Grand trio concertant sur des motifs favoris pour deux pianos et violoncelle (Vienne, Artaria)[4]